# Strålsjön
Strålsjön är en sjö i Nacka kommun i Södermanland som ingår i Norrström-Tyresåns kustområde. Sjön är 7,4 meter djup, har en yta på 0,0445 kvadratkilometer och befinner sig 34,8 meter över havet.
Strålsjön ligger öster om Älta inom de två naturreservaten Strålsjön-Erstavik och Älta mosse-Strålsjön i Nacka kommun. Det är en näringsfattig skogssjö som är känslig för försurning. Sjöns vatten har en mörk färg på grund av tillrinningen från humusrika Älta mosse. Avrinning till Erstaviken.
Sjön är ganska liten men det finns såväl gäddor och abborrar som mörtar. I sjöns sydvästra finns det mycket sjökantsvegetation som bland annat innehåller pors. Utanför sjökanten finns bland annat vit näckros, gul näckros och kaveldun.
Vid sydöstra delen av sjön finns en kommunal badplats, med brygga. Där passerar också Sörmlandsleden.

## Delavrinningsområde
Strålsjön ingår i delavrinningsområde (657460-163734) som SMHI kallar för Mynnar i havet. Medelhöjden är 31 meter över havet och ytan är 4,5 kvadratkilometer. Det finns ett avrinningsområde uppströms, och räknas det in blir den ackumulerade arean 6,82 kvadratkilometer. Avrinningsområdets utflöde mynnar i havet. Avrinningsområdet består mestadels av skog (51 procent). Avrinningsområdet har 0,78 kvadratkilometer vattenytor vilket ger det en sjöprocent på 3,9 procent. Bebyggelsen i området täcker en yta av 6,35 kvadratkilometer eller 31 procent av avrinningsområdet.

## Bilder

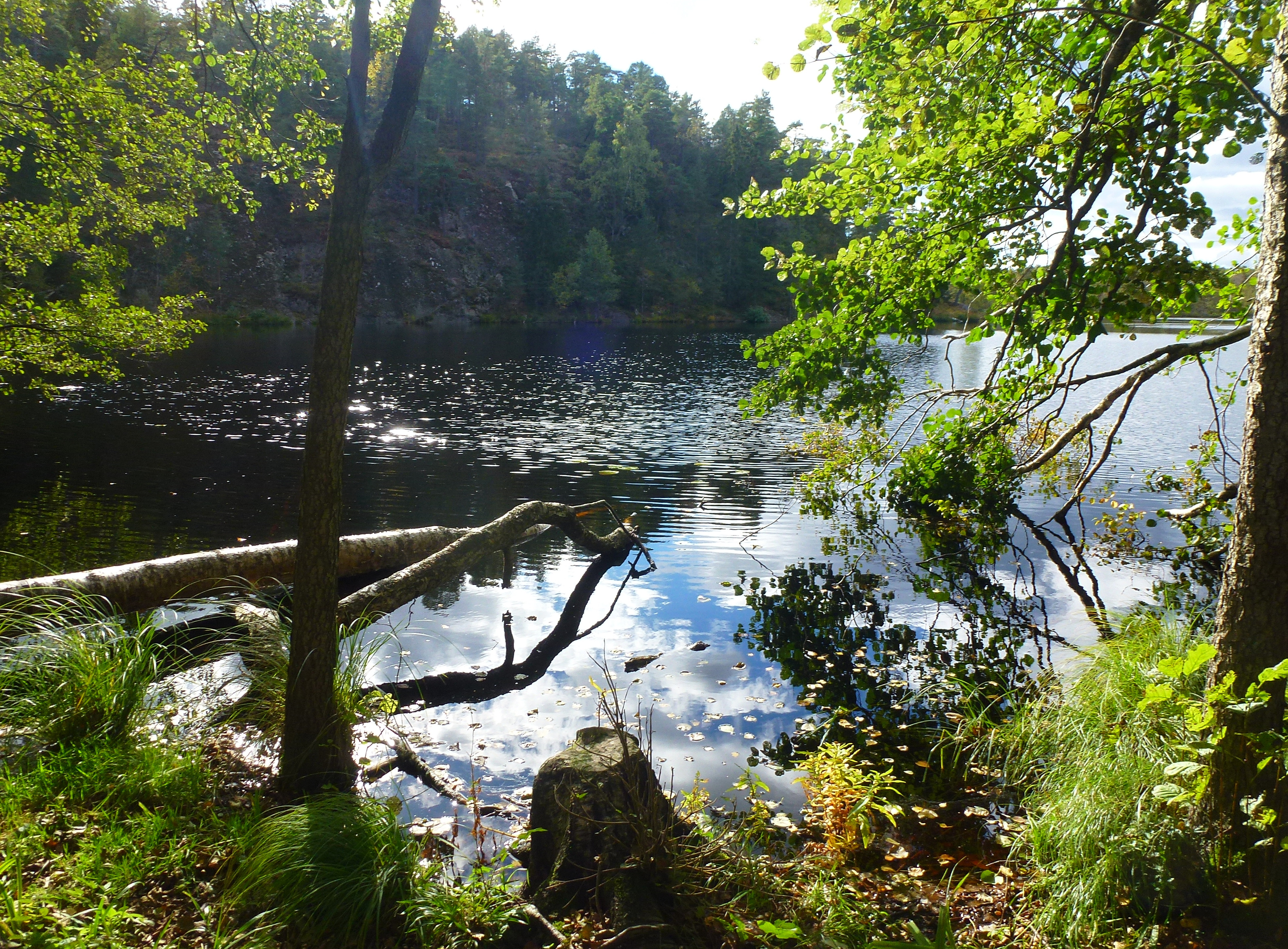
Strålsjön och Strålsjöberget
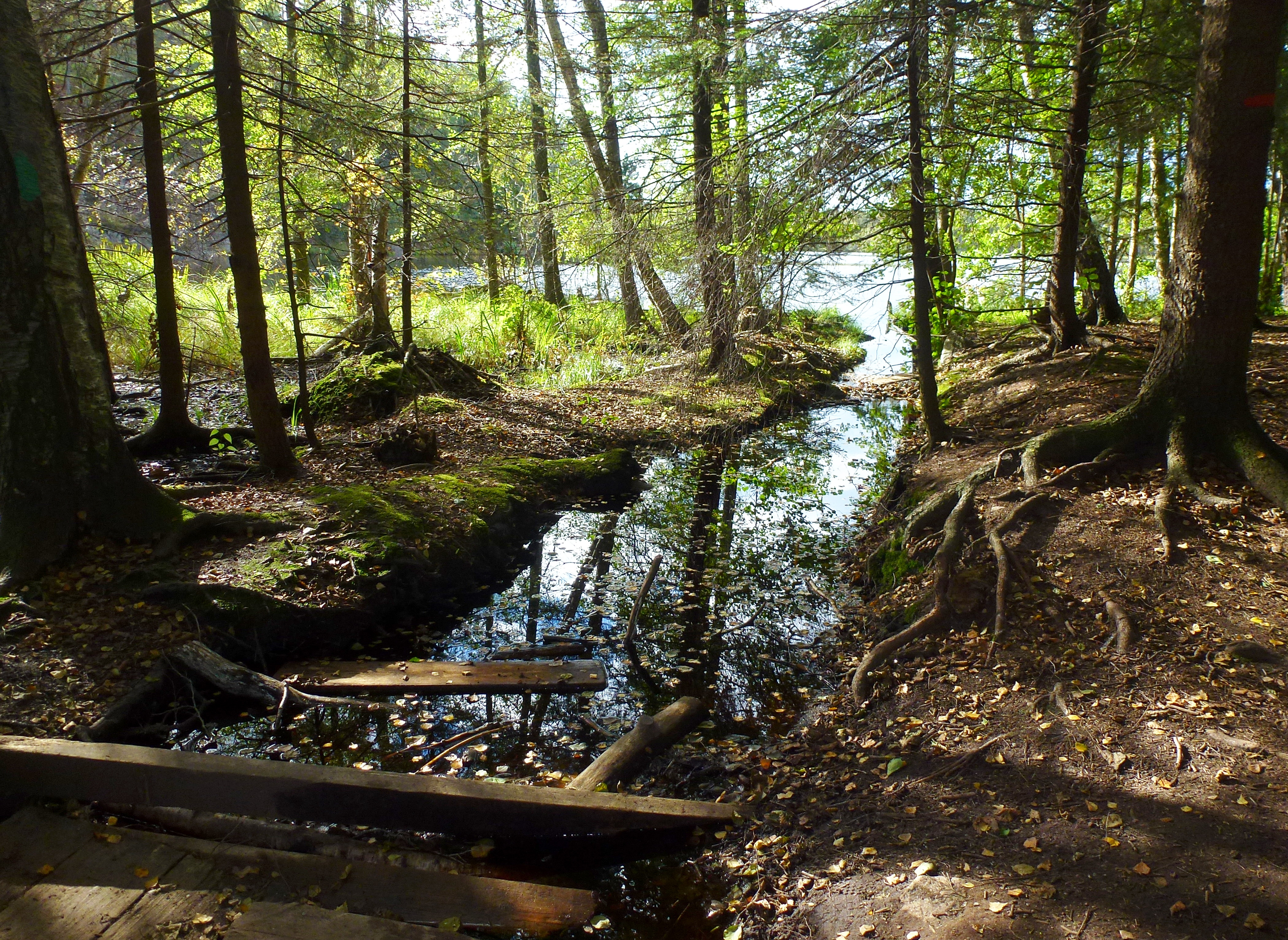
Strålsjöns utlopp